# Ингвар Високия
Ингвар Високия (на старонорвежки: Ingu-Hariz) е полулегендарен конунг на свеите от династията Инглинги.
Ингвар водел доста битки с конунгите на даните, а когато сключил мир с тях, се заел да опустоши Естония. След няколко грабителски похода там, едно лято местните събрали голяма войска и го атакували. Ингвар бил убит, а неговите воини отстъпили. Ингвар бил погребан в курган на брега на Балтийско море. Откритата погребална могила на остров Сааремаа в Естония се предполага, че принадлежи именно на Ингвар.